# Ramses III
Ramses III (Usermaatre-Meriamon), o anche Ramesse III, (Tebe, ca. 1218/1217 a.C. – Tebe, aprile 1155 a.C.) è stato un faraone della XX dinastia egizia.
È considerato l'ultimo faraone del Nuovo Regno ad avere esercitato un potere effettivo su tutto l'Egitto. Pur essendo stato il sovrano di maggior spicco della XX dinastia, il suo lungo regno vide il declino del potere politico ed economico egiziano, causato da invasioni straniere e crisi economiche interne.
Ramses III era figlio di Sethnakht (1189 a.C. - 1186 a.C.), fondatore della XX dinastia, e della Grande sposa reale Tiy-Mereneset. Morì assassinato durante una cospirazione nota come Congiura dell'harem, ordita da una sposa secondaria di nome Tiye e dal figlio Pentawer.
Le fonti più importanti su Ramses III sono il Papiro Harris I, commissionato da Ramses IV in onore del padre, il Papiro della congiura dell'harem, conservato a Torino, e le numerose iscrizioni e rilievi del suo tempio funerario a Medinet Habu.

## Nome

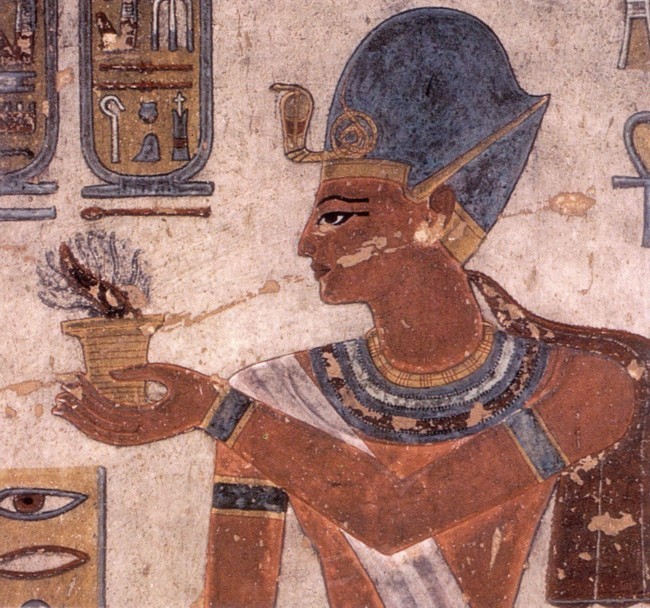
Ramses III nell'atto di offrire incenso a una divinità, raffigurato sulle pareti della sua tomba, nella Valle dei Re.

I due nomi principali di Ramses III, traslitterati wsr-mꜢʿt-rʿ–mry-ỉmn rʿ-ms-s–ḥḳꜢ-ỉwnw, ossia Usermaatra-Meriamon Ramses-Hekaiunu, significano: Potente è la Maat (Giustizia) di Ra-Amato da Amon Nato da Ra-Signore di Iunu (Eliopoli).

## Genetica
Un esame genetico condotto sulla sua mummia, nel dicembre 2012, ha rivelato che Ramses III apparteneva all'aplogruppo del cromosoma Y E1b1a.

## Ascesa al trono
Si ritiene generalmente che Ramses III abbia regnato dal marzo del 1186 a.C. all'aprile del 1155 a.C. Tale cronologia si basa principalmente sulla data della sua accessione al trono (I Shemu, giorno 26) e su quella della sua morte (anno 32° di regno, III Shemu, giorno 15), per un regno di 32 anni, 1 mese e 19 giorni. Una cronologia alternativa pone il suo regno tra il 1187 a.C. e il 1156 a.C.
Un'iscrizione a Medinet Habu, che descrive la sua incoronazione, riporta che quattro colombe

## Campagne militari

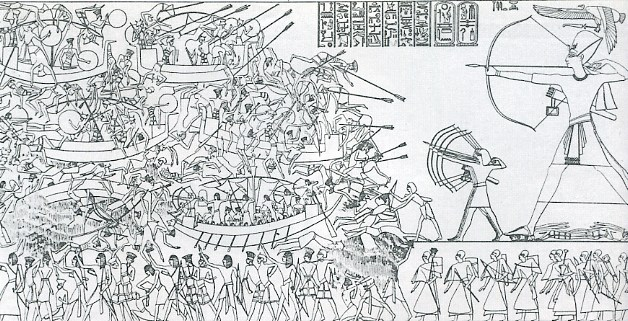
La battaglia del Delta del Nilo raffigurata sulla parete settentrionale del tempio funerario di Ramses III a Medinet Habu. Il faraone, a destra, scocca frecce.

L'Egitto di Ramses III subì le invasioni straniere dei cosiddetti Popoli del Mare e degli antichi libici e soffrì una crescente crisi economica mista a lotte intestine, le quali portarono al declino e, nel giro di un secolo, al collasso della XX dinastia e dello stesso Nuovo Regno. Nell'8º anno di regno di Ramses III (ca. 1177 a.C.), i Popoli del mare - fra cui Filistei, Danuna, Shardana e Mashuash - dopo aver abbattuto le difese hittite, distrutto le città di Karkemish e Ugarit, devastato la Palestina e occupato Cipro, invasero l'Egitto sia via terra che via mare. Ramses III li sconfisse in due grandi battaglie, una terrestre e una navale, su due fronti distanti: la fanteria e i carri fermarono l'avanzata nel Sinai mentre la flotta avversaria fu sconfitta nella battaglia del delta del Nilo, sul punto di penetrare nei canali del delta. Malgrado gli Egizi non avessero fama di uomini di mare, in tale scontro dimostrarono una tenacia particolare. Ramses fece disporre formazioni di arcieri sulle coste affinché le navi straniere venissero a trovarsi sotto costanti raffiche di frecce, soprattutto durante i tentativi di approdo. Poi intervenne la marina egizia, che attaccò le navi servendosi di rampini per trascinarle via. Nel combattimento corpo a corpo che seguì, i Popoli del mare furono sbaragliati. Le iscrizioni sulle pareti del grande tempio di Ramses III a Medinet Habu riportano:
(Tempio di Medinet Habu)

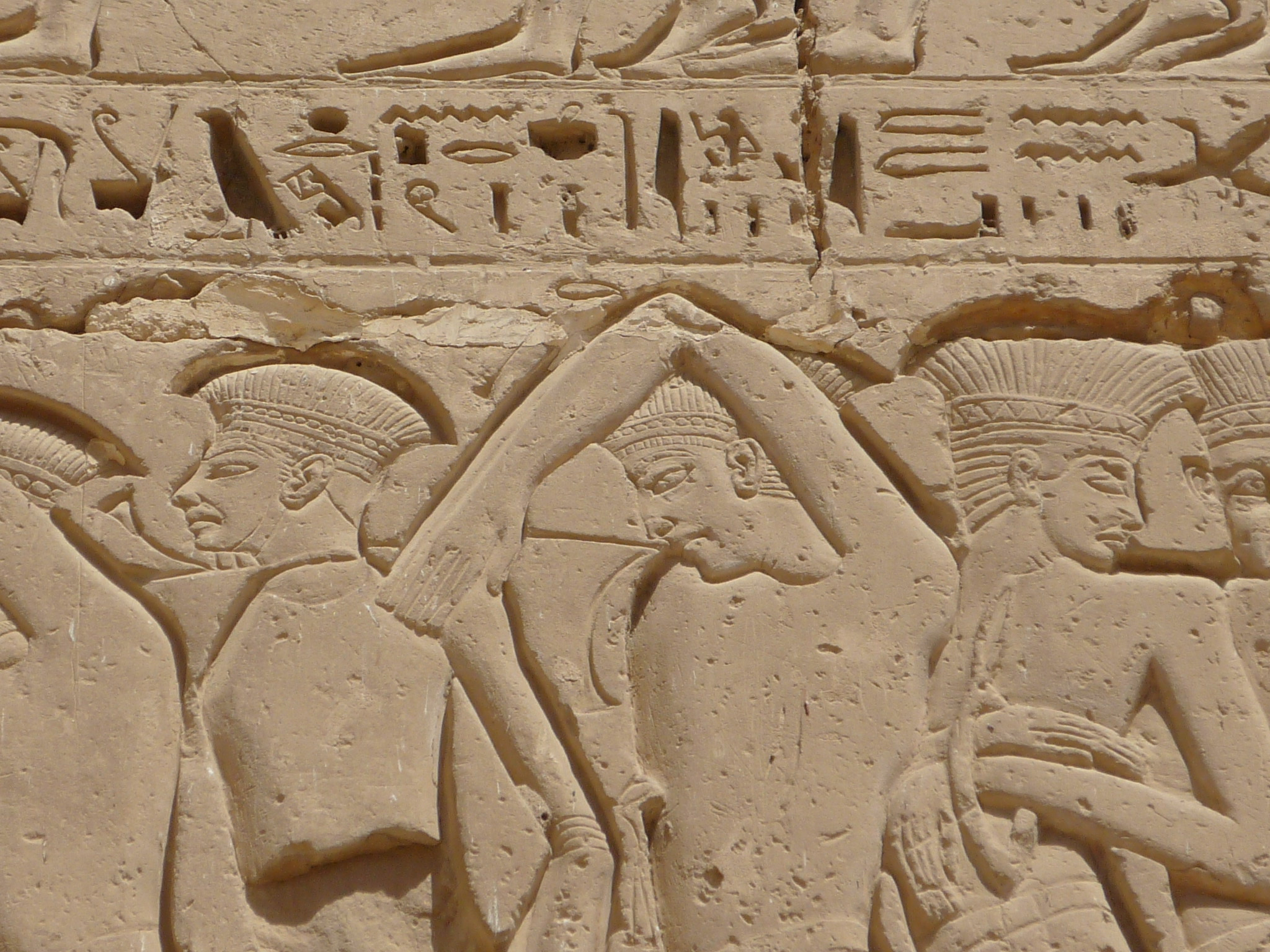
Rilievo raffigurante prigionieri filistei di Ramses III, sulla facciata del secondo pilone del tempio funerario del faraone a Medinet Habu.

Pronunciando queste parole, Ramses III si paragona a Montu, il dio della guerra. Segue:
(Tempio di Medinet Habu)

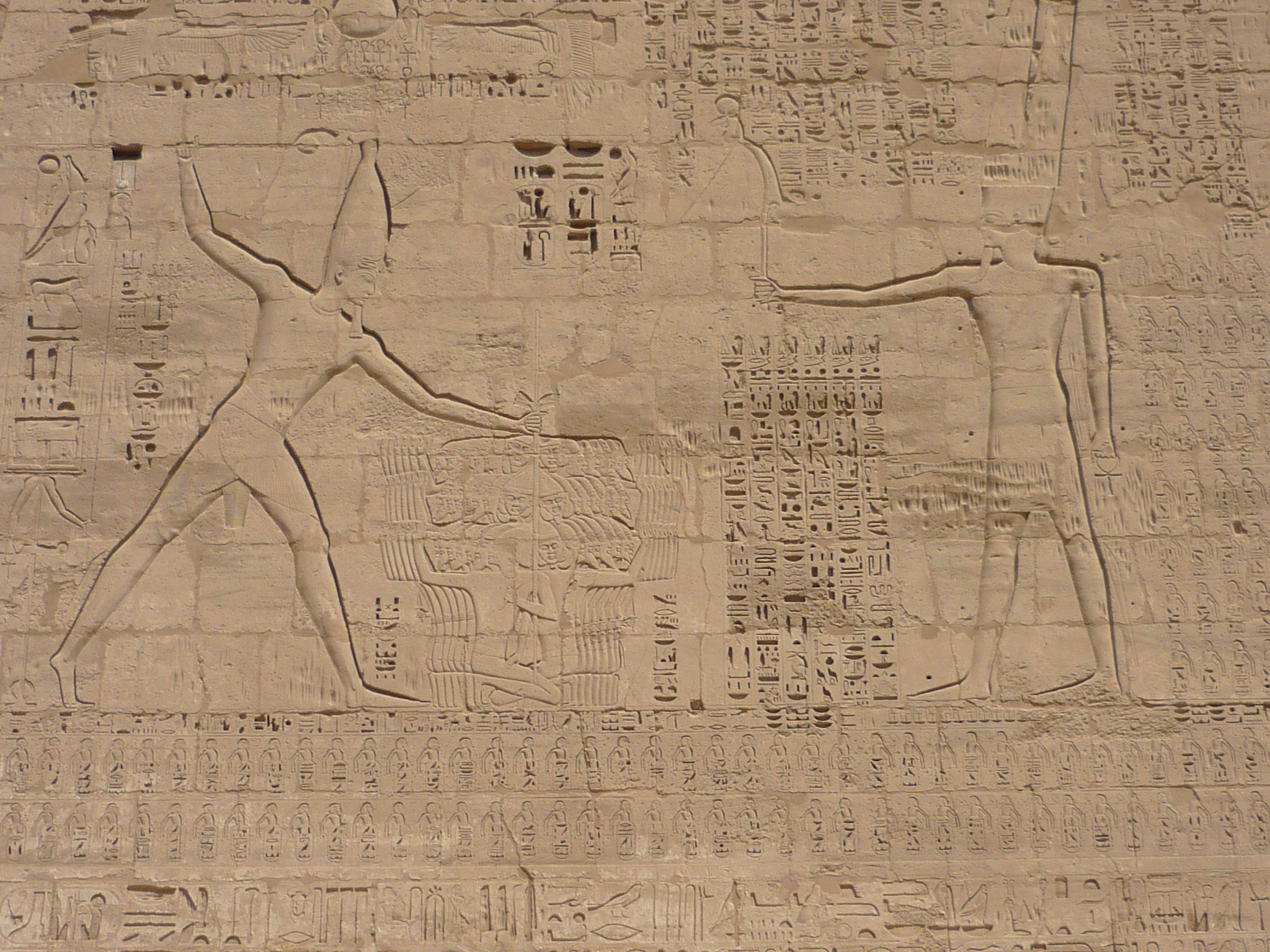
Rilievo raffigurante Ramses III che stermina i nemici, assistito dal dio Amon, dal pilone del suo tempio funerario a Medinet Habu.

Ramses III dichiara di avere soggiogato i Popoli del mare come veri sudditi e di averli fatti stanziare a sud di Canaan, benché manchino prove in tal senso. Si può ipotizzare che il faraone, non essendo in grado di impedire il loro arrivo a Canaan, avrebbe deciso di considerare il loro stanziamento in quella regione come frutto di una sua personale concessione. La loro presenza a Canaan contribuì forse alla formazione di nuovi Stati nella regione, come la "Pentapoli filistea", dopo il collasso dell'impero egiziano in Asia. Ramses III dovette anche contrastare due grandi invasioni da parte di tribù libiche come i Libu e i Mashuash, nel 5º e 11º anno del proprio regno, nella parte occidentale del delta del Nilo. A Ramses III viene attribuita una profonda riforma nella struttura dell'esercito che venne riorganizzato su corpi separati: fanteria, carri da guerra, mercenari, ausiliari, reparti di sussistenza. A questa riforma, come al vasto impiego di truppe mercenarie (Libu, Shardana, Kehek) si devono attribuire le vittorie militari conseguite da Ramses III nel 5º e 11º anno di regno. Le numerose vittorie di Ramses III permisero all'Egitto di tornare a ricevere tributi dall'area del medio oriente e di prolungare lo sfruttamento egiziano delle miniere e delle cave della Sinai (l'estrazione mineraria e dei materiali da cava ebbe grande importanza durante il regno del figlio, Ramses IV).

## Disordini

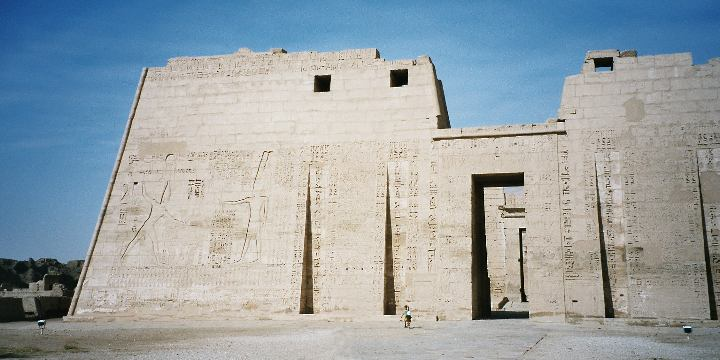
Pilone del tempio funerario di Ramses III a Medinet Habu.

Malgrado gli sforzi per riportare l'Egitto alle passate glorie, il costo elevato di tali campagne militari intaccò gravemente il tesoro dello Stato e contribuì al progressivo declino dell'influenza egiziana in Asia. La gravità della situazione è sottolineata dal fatto che durante il 29º anno di regno di Ramses III (ca. 1157 a.C.) si verificò il primo sciopero della storia, quando non poterono essere garantite le razioni di cibo destinate agli artisti, artigiani e operai del villaggio di Deir el-Medina - l'élite dei costruttori delle tombe della famiglia reale.
Un catastrofico evento climatico (probabilmente la più grande eruzione del vulcano islandese Hekla nella attuale epoca geologica) oscurò il cielo mandando in crisi l'agricoltura per due decenni, almeno fino al 1140 a.C. Di conseguenza, in Egitto si verificò un'impennata dei prezzi del grano, soprattutto durante i regni di Ramses VI e Ramses VII (complessivamente: 1144 a.C. - 1129 a.C.), mentre i prezzi del pollame rimasero costanti. Così, un abbassamento delle temperature afflisse gli ultimi anni di regno di Ramses III e gli impedì di provvedere grano ai lavoratori di Deir el-Medina in modo sufficiente e regolare. Tutte queste crisi sono ignorate dai monumenti ufficiali di Ramses III, molti dei quali furono realizzati per emulare le grandi opere di Ramses II e per suggerire un'immagine di continuità col suo regno.

## LaCongiura dell'harem

### La congiura

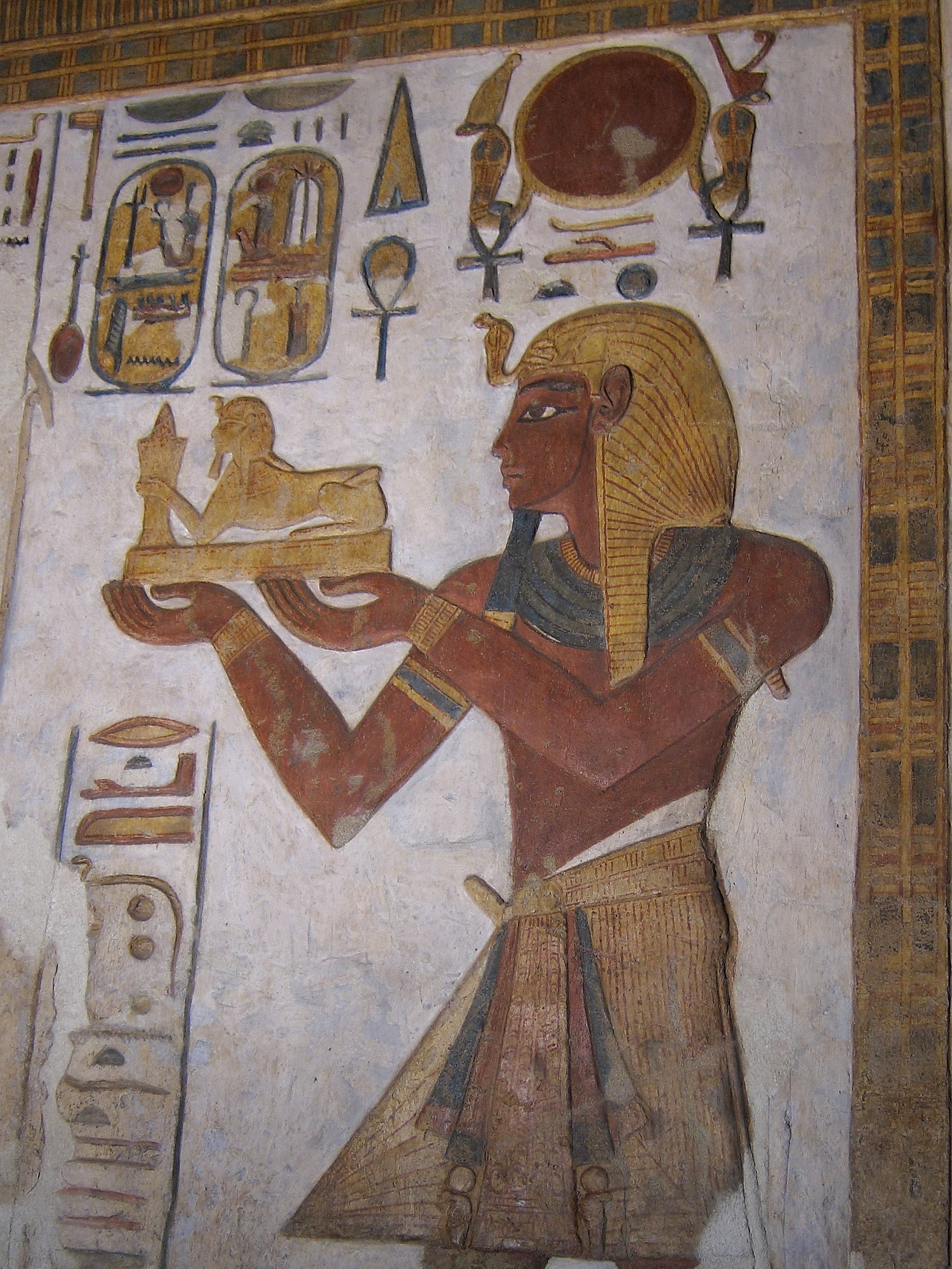
Ramses III raffigurato nel tempio di Khonsu a Karnak.

Grazie alla scoperta del Papiro della Congiura dell'harem, conservato al Museo egizio di Torino, e redatto su mandato di Ramses IV, si è potuta fare luce sul complotto che pose fine alla vita di Ramses III, durante una celebrazione a Medinet Habu. La congiura fu istigata da Tiye, una delle tre mogli a noi note (le altre furono Iside Ta-Hemdjert e Tyti) affinché il figlio di questa, il principe Pentawer, non ancora ventenne, divenisse faraone. Il successore designato del re era il figlio della regina Tyti, il principe Ramses Amonherkhopeshef (futuro Ramses IV), il più anziano tra i figli ancora in vita di Ramses III. Il loro fallimento fu probabilmente determinato dall'incapacità di coordinare le molte forze coinvolte: il legittimo successore, Ramses IV, mantenne il controllo della situazione.

### I processi
I documenti del grande processo che seguì indicano che molte personalità furono coinvolte nel complotto. Primi fra tutti, Tiye e il principe Pentawer, poi Pebekkamen (il responsabile della dispensa del re), sei concubine, sette funzionari di Palazzo, due ispettori del Tesoro, due ufficiali dell'esercito, due scribi reali, il potente comandante dell'esercito in Nubia e un araldo. Non si sa con certezza se tutti i congiurati siano stati messi a morte; ad alcuni personaggi d'alto rango fu accordato il permesso di suicidarsi, forse tramite veleno, per evitare la sentenza di morte; altri, scagionati, preferirono comunque darsi la morte per inedia. Stando ai resoconti del processo, furono avviati tre differenti procedimenti giudiziari e 38 persone furono condannate a morte. Le tombe destinate a Tiye e Pentawer, pronte da tempo, furono deturpate e spogliate e i loro nomi cancellati, per precludere loro l'immortalità, al punto che i loro nomi sono giunti ai giorni nostri esclusivamente grazie al papiro del processo ed ai resti delle loro mummie.
Alcune concubine dell'harem, sotto accusa, provarono a sedurre i magistrati, alcuni dei quali cedettero alle loro lusinghe, ma costoro furono colti in flagrante: anche a questi giudici spettò una pena severa: il taglio nel naso e delle orecchie. Solo uno degli indiziati, un alfiere, se la cavò con un rimprovero.

### La morte di Ramses III e la sua mummia

Frammento del "Giornale della Necropoli" relativo all'annuncio della morte di Ramesse III e della salita al trono di Ramesse IV. Museo Egizio, Torino.

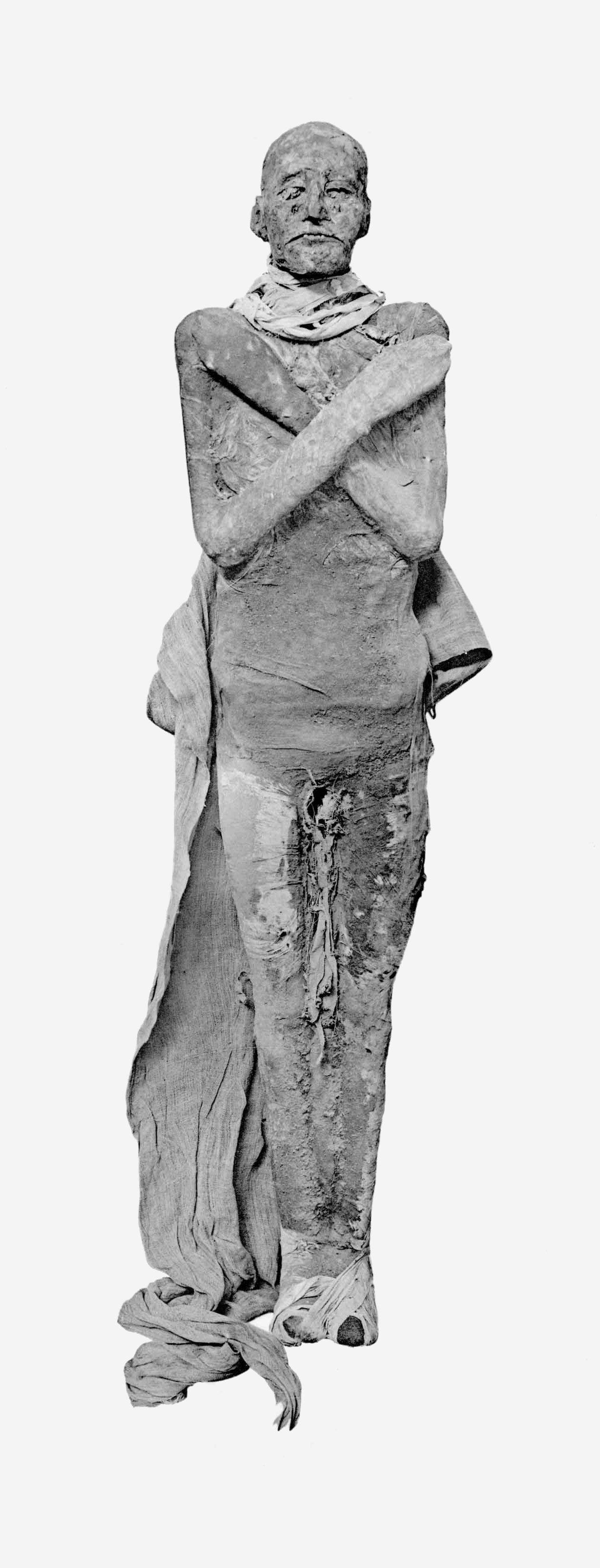
La mummia di Ramses III (fotografia dell'anatomista G.Elliot Smith, 1912).

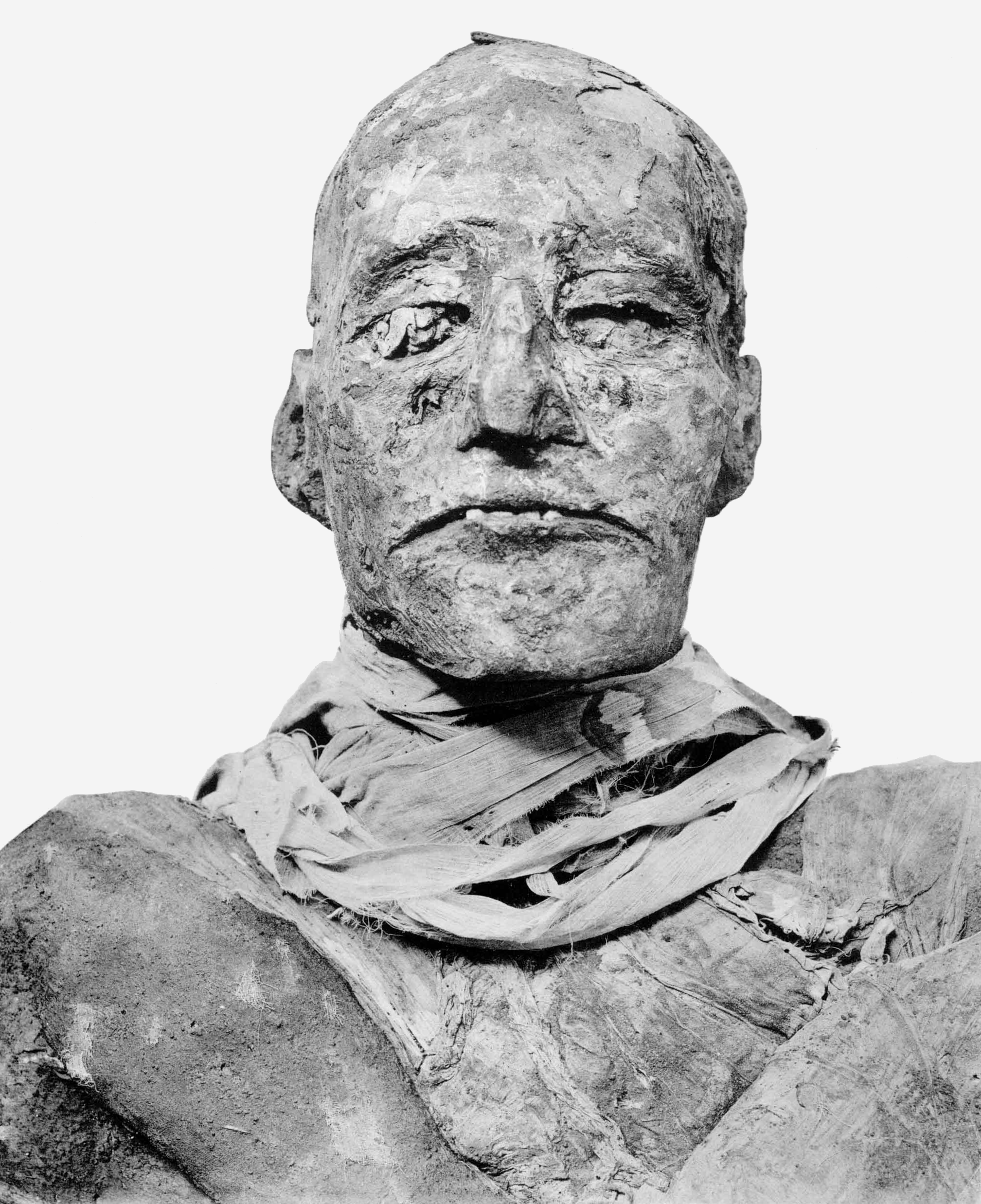
La mummia di Ramses III: dettaglio della testa e delle bende intorno alla gola (fotografia dell'anatomista G.Elliot Smith, 1912).

Benché si sia creduto a lungo che la mummia di Ramses III non mostrasse ferite evidenti, il recente esame condotto da un gruppo forense tedesco (seguito, tra l'altro, dal documentario Ramesses: Mummy King Mystery trasmesso su Science Channel nel 2011), ha dimostrato la presenza di un bendaggio eccessivo intorno al collo. Una successiva tomografia computerizzata condotta in Egitto da Ashraf Selim e Sahar Saleem, professori di Radiologia all'Università del Cairo, ha dimostrato che le bende nascondono una gravissima coltellata attraverso tutta la gola, profonda al punto di raggiungere le vertebre. Il narratore del documentario commenta: "Una ferita a cui nessuno avrebbe potuto sopravvivere."
Nel dicembre del 2012 una squadra di scienziati, composta dall'egittologo Zahi Hawass, dal paleopatologo Albert Zink dell'Eurac di Bolzano e dall'esperto di genetica molecolare dell'università di Tubinga Carsten Pusch, è giunta alla conclusione che i cospiratori uccisero Ramesse III tagliandogli la gola. Nel corso di un'intervista, il Dr. Zink osservò:
Uno studio successivo degli esiti della TAC sulla mummia del faraone ha inoltre svelato che l'alluce sinistro fu probabilmente reciso da un oggetto simile a una scure. Non risulta alcun segno di ricrescita dell'osso, quindi anche quest'ultima violenza fu perpetrata subito prima del decesso. Gli imbalsamatori piazzarono una sorta di protesi in lino al posto del dito mozzato; posizionarono inoltre 6 amuleti intorno ai piedi e alle caviglie, per favorire la guarigione delle ferite nell'aldilà. Quest'ulteriore ferita al piede avvalora la tesi dell'attentato, probabilmente per opera di più assalitori e con armi differenti. 

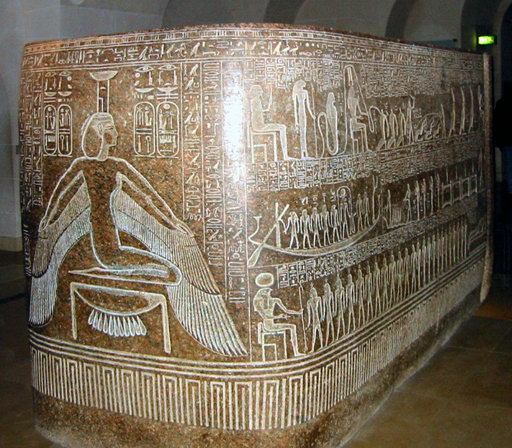
Il sarcofago di Ramses III, in granito rosso, coperto di incisioni. È visibile la dea Nefti, alata, in posa protettiva. Museo del Louvre, Parigi.

Prima di queste scoperte si credeva che Ramses fosse stato ucciso in modo da non lasciare tracce visibili sul corpo. Fra i cospiratori vi furono anche maghi, esperti nel campo dei veleni. Altri ipotizzarono che gli assassini potessero essersi serviti del morso di un serpente: sulla sua mummia furono rinvenuti anche amuleti per contrastare i morsi dei serpenti. Anche i servitori addetti al cibo e alle bevande del sovrano furono coinvolti nel colpo di stato. Il medesimo studio ha determinato che la mummia di un giovane uomo sconosciuto, rinvenuto con Ramses III nel nascondiglio delle mummie reali (DB320) di Deir el-Bahari, sarebbe un ottimo candidato per l'identificazione con il principe Pentawer, benché sia impossibile determinarne le cause della morte. Quest'ultima mummia e quella di Ramses III condividono l'aplogruppo del cromosoma Y E1b1a e 50% del materiale genetico, che il Dr. Zink ha rilevato come legami tipici tra padre e figlio.
Il tentativo di usurpazione che fu la Congiura dell'harem fu un fallimento e la corona passò all'erede designato, Ramses IV. È possibile, d'altro lato, che lo stesso Ramses III fosse dubbioso circa le possibilità di successione del principe Ramses: nel Papiro Harris I, implora Amon di garantire i diritti di suo figlio.
Il 3 aprile 2021 la sua mummia è stata traslata con la Parata d'oro dei faraoni dal vecchio Museo Egizio al nuovo Museo nazionale della Civiltà egiziana.

## Eredità

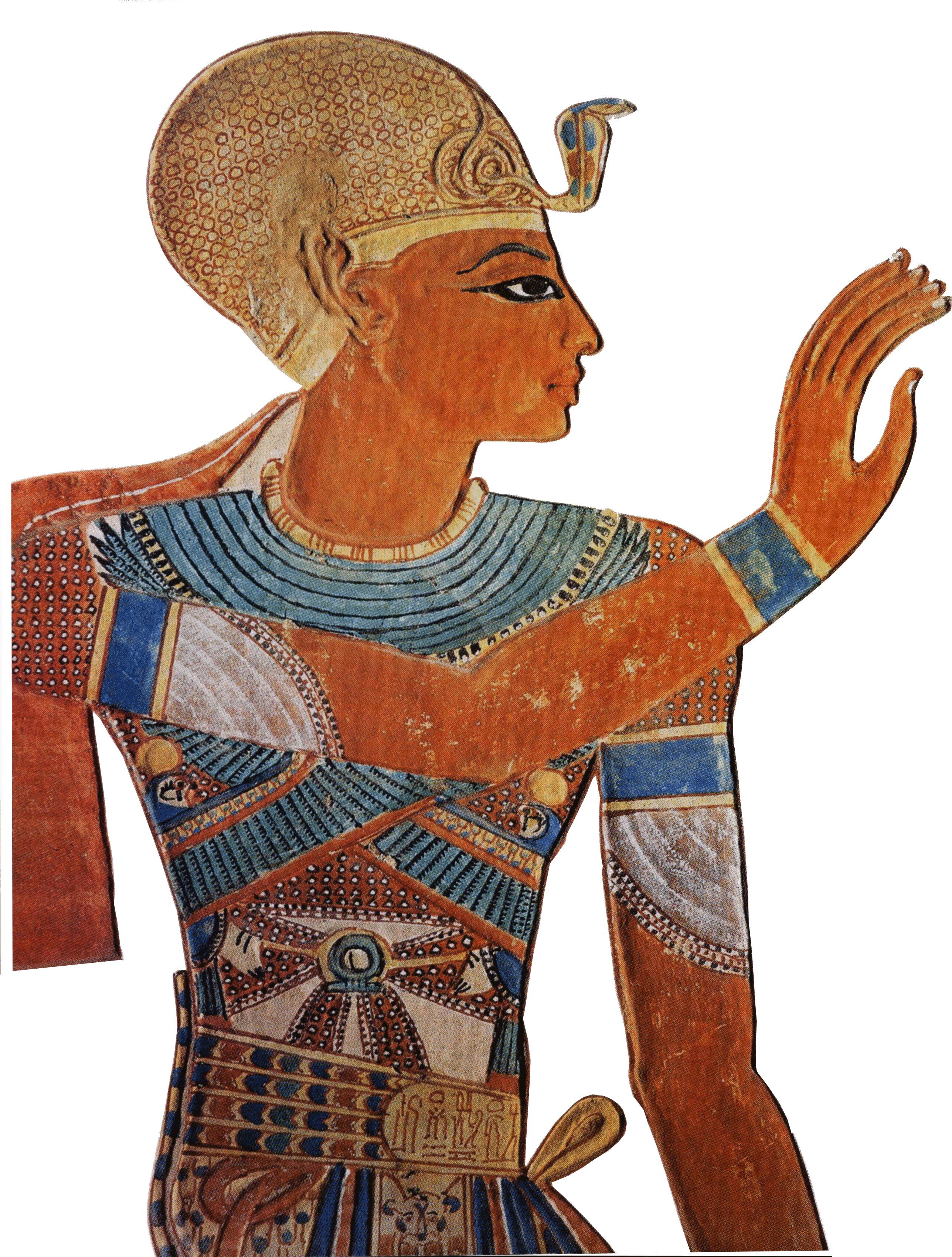
Ramses III sulle pareti della tomba di suo figlio Khaemuaset.

Il Grande Papiro Harris, o Papiro Harris I, che fu commissionato da suo figlio e successore Ramses IV, è una cronaca delle numerose e generose donazioni di terra, statue d'oro e costruzioni monumentali elargite da Ramesse III a vari templi di Pi-Ramesse, Eliopoli, Menfi, Atribi, Ermopoli, Tini, Abido, Copto, Nekheb e altre città in Nubia e in Siria. Registra inoltre di quando il faraone mandò una spedizione nel Paese di Punt ed effettuò estrazioni nelle miniere di rame di Timna, a sud di Canaan. Alcune imprese di Ramses III riportate nel Papiro Harris I:
(Papiro Harris I, 78, 1-4)
Ramses III iniziò la ricostruzione del tempio di Khonsu a Karnak a partire dalle fondazioni di un precedente tempio di Amenofi III e completò il proprio tempio funerario a Medinet Habu intorno al 12º anno di regno. Decorò le pareti di tale tempio con scene, tra le altre, delle sue battaglie a Djahy e nel delta del Nilo contro i Popoli del Mare. Rimane tuttora uno dei templi egizi meglio conservati.
La mummia di Ramses III fu scoperta nel 1886 e per anni fu vista come il prototipo della mummia egizia in numerosi film di Hollywood. La sua tomba (KV11) è una delle più grandi della Valle dei Re.

## Titolatura
| G5 |

| G5 |

| E1 · D40 | O29 | M23 | i | i | t · Z2s |

| E1 · D40 | O29 | M23 | i | i | t · Z2s |

| E1 · D40 | O29 | M23 | i | i | t · Z2s |

| E1 · D40 | O29 | M23 | i | i | t · Z2s |

| E1 · D40 | O29 | M23 | i | i | t · Z2s |

| E1 · D40 | O29 | M23 | i | i | t · Z2s |

| E1 · D40 | O29 | M23 | i | i | t · Z2s |

| E1 · D40 | O29 | M23 | i | i | t · Z2s |

| G16 |

| G16 |

| G36 · r | O23 | Z3 | W19 | A52 |

| G36 · r | O23 | Z3 | W19 | A52 |

| G8 |

| G8 |

| wsr | M4 | M4 | M4 | W19 | C17 |

| wsr | M4 | M4 | M4 | W19 | C17 |

| M23 · X1 | L2 · X1 |

| M23 · X1 | L2 · X1 |

| N5 | wsr | C10 | N36 | i | m&n |

| N5 | wsr | C10 | N36 | i | m&n |

| N5 | wsr | C10 | N36 | i | m&n |

| N5 | wsr | C10 | N36 | i | m&n |

| N5 | wsr | C10 | N36 | i | m&n |

| N5 | wsr | C10 | N36 | i | m&n |

| N5 | wsr | C10 | N36 | i | m&n |

| N5 | wsr | C10 | N36 | i | m&n |

| G39 | N5 |

| G39 | N5 |

| C2 | F31 | O34 · O34 | S38 | X7 | O28 |

| C2 | F31 | O34 · O34 | S38 | X7 | O28 |

| C2 | F31 | O34 · O34 | S38 | X7 | O28 |

| C2 | F31 | O34 · O34 | S38 | X7 | O28 |

| C2 | F31 | O34 · O34 | S38 | X7 | O28 |

| C2 | F31 | O34 · O34 | S38 | X7 | O28 |

| C2 | F31 | O34 · O34 | S38 | X7 | O28 |

| C2 | F31 | O34 · O34 | S38 | X7 | O28 |

## Datazioni alternative
| Autore        | Anni di regno         |
| ------------- | --------------------- |
| Redford       | 1198 a.C. - 1166 a.C. |
| Arnold        | 1194 a.C. - 1163 a.C. |
| Krauss        | 1187 a.C. - 1156 a.C. |
| Dodson        | 1185 a.C. - 1153 a.C. |
| Malek         | 1184 a.C. - 1153 a.C. |
| Shaw          | 1184 a.C. - 1153 a.C. |
| von Beckerath | 1182 a.C. - 1151 a.C. |
| Gardiner      | 1182 a.C. - 1151 a.C. |